# Наква
На́ква (Накза) — река в Вилейском и Мядельском районах Минской области Белоруссии. Правый приток реки Сервечь (притока Вилии).

## Гидрография
Река Наква начинается в 1 км к северу от деревни Кулеши Вилейского района. Впадает в реку Сервечь с правой стороны к юго-востоку от городского посёлка Кривичи в Мядельском районе. Высота устья над уровнем моря составляет 164,7 м.
Длина реки составляет 14 км. Русло проходит главным образом по территории Мядельского района. Площадь водосбора — 84 км². Средний наклон водной поверхности — 1,7 м/км.
Русло канализовано на протяжении 11,8 км: от истока до деревни Филипки.